# Crew of Me & You
Crew of Me & You est un groupe d'électronique suédois, originaire de Malmö.

## Histoire
En 2018, Maja Ivarsson et Felix Rodriguez, tous les deux membres du groupe suédois The Sounds annoncèrent premièrement que des chansons étaient écrites en vue de sortir un sixième album avec leur groupe de base. Mais certaines des chansons ne reflétaient pas l'image, et on donc décidé de créer le projet Friends of Me & You.
Le projet devient alors le groupe Crew of Me&You.
Dans une interview, Maja justifie que ce groupe est un moyen de découvrir d'autres styles de musique qui lui rappelle sa jeunesse, mais aussi d'explorer d'autres goûts musicaux qui ne collent pas avec The Sounds.
Le groupe a premièrement commencé à organiser des concerts, avec Maja au chant et Felix au DJ afin d'évaluer le succès potentiel.
Le 4 Mars, le groupe sort le titre Snö sur Youtube, puis le 14 Mars la chanson Come out and Play, tous les deux provenant de l'album Home Free. 
Le 12 avril 2019, Maja annonce sur le compte Instagram de The Sounds que le premier album de Crew of Me & You intitulé Home Free est sorti. Des excuses auprès des fans de The Sounds ont été faits après avoir retardé plus d'un an la sortie de leur sixième album. 
Toutes les chansons sont composées et enregistrées par Felix dans le même studio que The Sounds à Malmö.

## Membres
- Maja Ivarsson - Chant
- Felix Rodriguez - Synthésiste, chœurs